# Пъстрово
Пъстрово е село в Южна България. То се намира в община Стара Загора, област Стара Загора.

## История
Старото име на Пъстрово е Алаген. Поради опожаряване и гонения по време на османската власт, селото се премества на сегашното си местоположение от североизток. До 1959 г. с. Пъстрово е било с население 1800 души. След този период настъпва масова миграция към градовете Стара Загора, Казанлък и Чирпан, където хората намират работа в Оръжейните заводи, строителството и др., за да остане днес до 60 – 70 души.
Поминъкът на населението преди и след 9 септември 1944 г. е производство на розово и лавандулово масло. Пъстрово има 16 500 дка земеделска земя, засадена на времето с розови и лавандулови растения, което е причина тук да се построи голяма розоварна. В Пъстрово има засадени 30 дка с розови и около 60 дка с лавандулови насаждения.
Населението е със средна възраст 70 – 75 години. Няма земеделска кооперация. Земята не се обработва. 
На около 2 километра западно от селото се намират останките на крепостта Градище.

## Културни и природни забележителности
Културният живот преди 1999 г. е почти замрял. През есента на 1999 година Веселин Велев изработва каменна икона на Св. Богородица и заедно с Господин Тодоров Райков и не без помощта на местното население изграждат параклис „Св. Богородица" в местността „Манастирчето". Оттогава на 28 август на този параклис се дава курбан за здраве и благополучие на населението на селото. Тази дата се превърна в Празник на селото.

От месец март 2009 г. в селото действа и пенсионерски клуб.
- Картинна галерия с. Пъстрово
- Изглед от запад 01
- Изглед от запад 02
- Изглед от изток

## Други
Село Пъстрово има писана история. Книгата се казва „Пъстрово – история и съдба на едно българско село“ чиито автор е Иван Тачев Пеев.